# Палаццо Торлония
Палаццо Торлония, Палаццо Жиро, Жиро-Торлония, или Палаццо Кастеллези (итал. Palazzo Torlonia, Palazzo Giraud, Giraud-Torlonia, Palazzo Castellesi) — дворец эпохи итальянского Возрождения. Расположен в центре Рима в районе Борго на Виа делла Кончилиационе (итал. Via della Conciliazione — Улица Примирения), улице, пролегающей от площади Святого Петра до набережной западного берега Тибрa.
Дворец построен между 1496 и 1507 годами как резиденция кардинала Адриано Кастеллези да Корнето, секретаря пап Александра VI и Юлия II. Дворец носит имя семьи банкиров Торлония, которые приобрели его в 1820 году. До настоящего времени он принадлежит этой семье. Дворец Торлония следует отличать от другого Палаццо Нуньес-Торлония, также в Риме.

## История
В 1504 году, до завершения строительства, кардинал Кастеллези, впавший в немилость папы, подарил палаццо королю Англии Генриху VII. В 1507 году кардинал участвовал в заговоре кардиналов Петруччи и Саули против папы Льва X и был вынужден покинуть Рим, передав дворец английскому послу в Риме. Джорджо Вазари писал о здании, что оно «строилось медленно и, в конце концов, осталось незавершённым из-за бегства названного кардинала».
Позднее английский король Генрих VIII передал его Лоренцо Кампеджо, последнему кардиналу-протектору Англии, который жил в недостроенном палаццо с 1519 по 1524 год. После отделения Англии от Римской церкви в 1534 году дворец в 1538 году был конфискован Святым Престолом. Семья Кампеджи продолжала жить во дворце до 1609 года, когда дворец служил резиденцией английского посла в Ватикане.

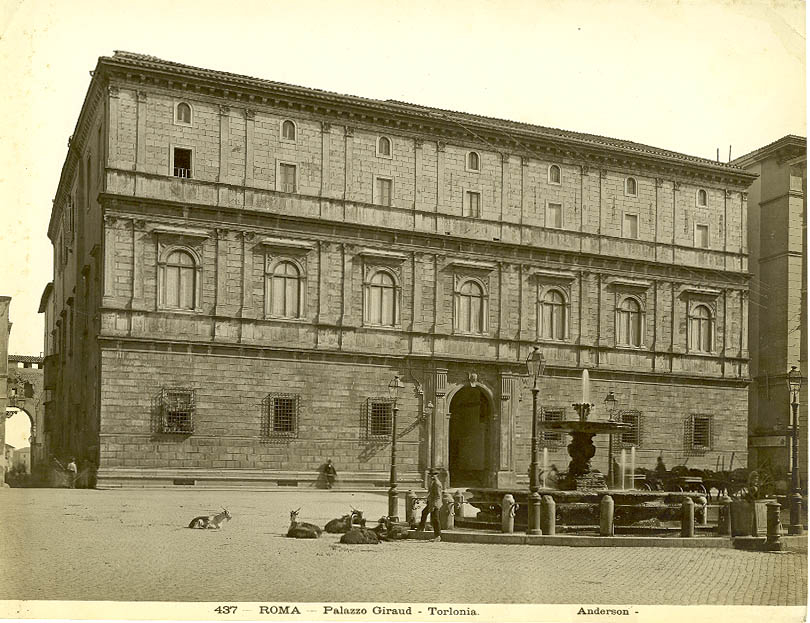
Палаццо Жиро-Торлония. Фотография 1890-х гг.

С 1609 по 1635 год им владела семья Боргезе. В 1760 году граф Пьетро Жиро, член банкирской семьи Жиро из Марселя, приобрел здание и дал ему своё имя вместе с фамильным гербом над большим порталом.
В 1820 году дворец стал собственностью семьи принца Джованни Торлония. В XIX веке его часть была сдана в аренду американскому писателю Дж. К. Хейвуду. В 1936 году, после заключения Латеранского договора (Patti Lateranensi), официального примирения между Королевством Италия и Святым Престолом от 11 февраля 1929 г. Бенито Муссолини приказал снести так называемую Спину ди Борго (итал. Spina di Borgo — «Городской хребет, позвоночник»), ряд домов вдоль Виа Алессандрина, включая церковь Сан-Джакомо-а-Скоссакавалли, и проложить новую, прямую и широкую Виа делла Кончилиационе, открывающую вид на площадь Святого Петра. Палаццо Торлония осталось единственным сохранённым зданием, фасад которого выходит на улицу, получившую название от этого исторического события: «Улицу примирения».

## Архитектура

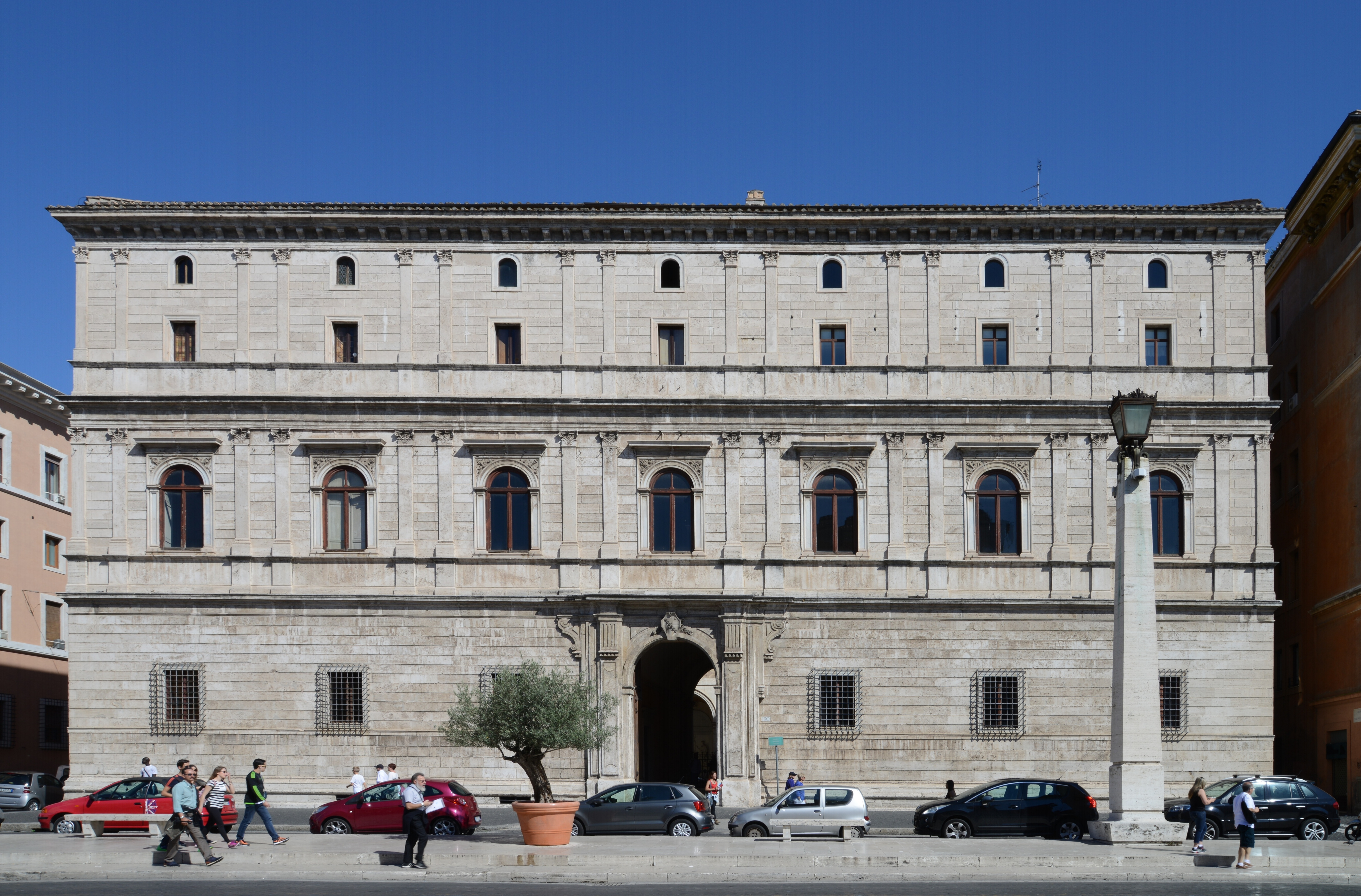
Главный фасад здания

Фасад палаццо имеет очевидное сходство с Палаццо делла Канчеллерия, одним из первых городских дворцов эпохи Возрождения в Риме, строительство которого было завершено несколькими годами ранее. Поэтому традиционно фасад здания приписывали ватиканскому архитектору, одному из создателей «римского классицизма» Высокого Возрождения Донато Браманте. Однако вопрос об авторстве проекта остаётся нерешённым. Помимо Браманте в истории римской архитектуры упоминались также имена Антонио да Сангалло Старшего и Андреа Бреньо.
Джорджо Вазари, а также Якоб Буркхардт приписывали проект и строительство здания Браманте. Арнальдо Бруски также называл Браманте автором оригинального проекта. Огюст Шуази писал, что «для дворца Жиро» Браманте «воспроизвёл общий план и даже самый профиль Канчеллериа».

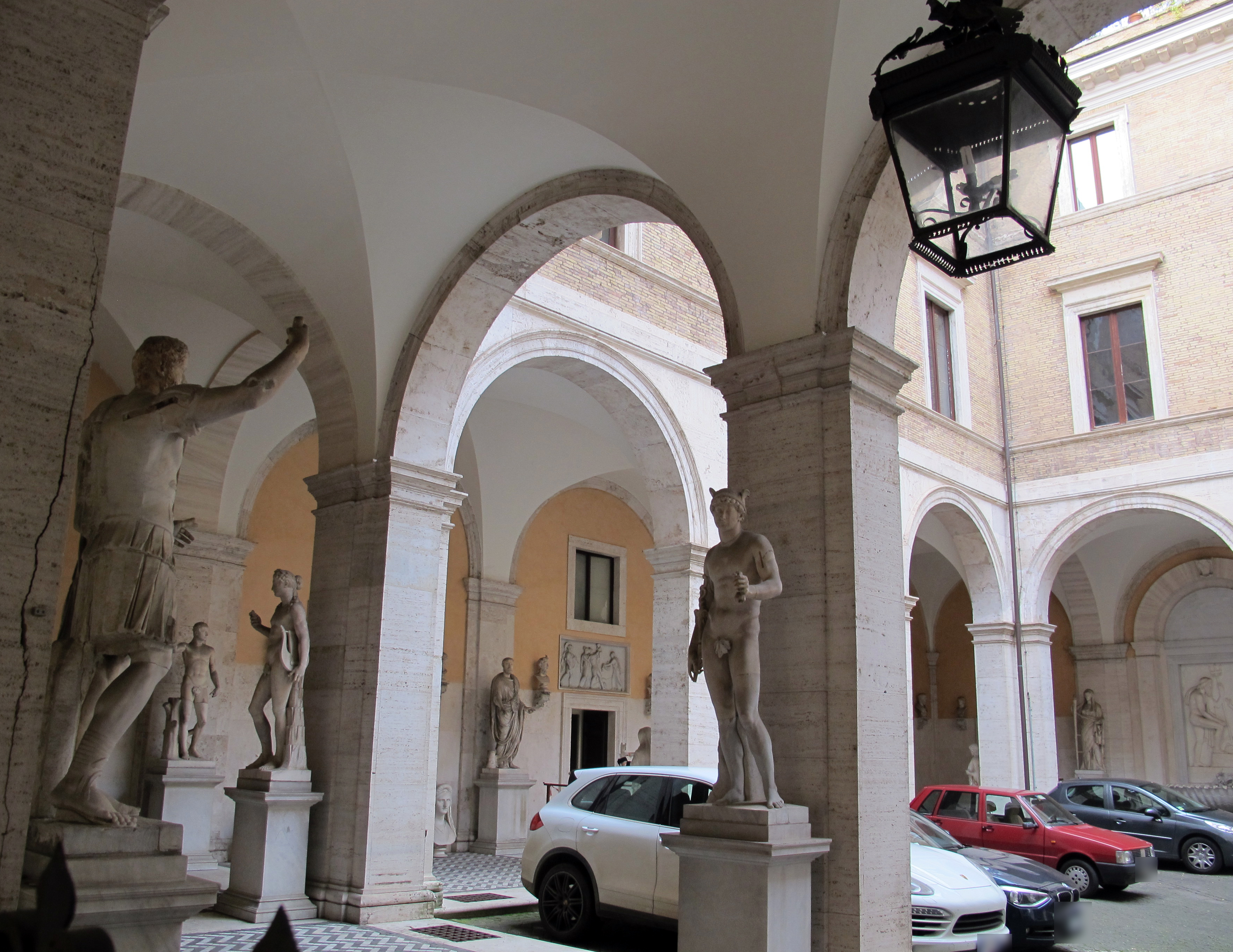
Двор (кортиле)

Аркады внутреннего двора (кортиле) также характерны для творчества Браманте и его последователя в архитектуре Рафаэля. Строгая симметрия, мерный ритм. С которым стена второго и третьего яруса фасада расчленена парными пилястрами и, наконец, типичные брамантовы окна, свидетельствуют, как минимум, о решающем влиянии Браманте или «А. Бреньо, который использовал проекты Л. Б. Альберти либо Д. Браманте».

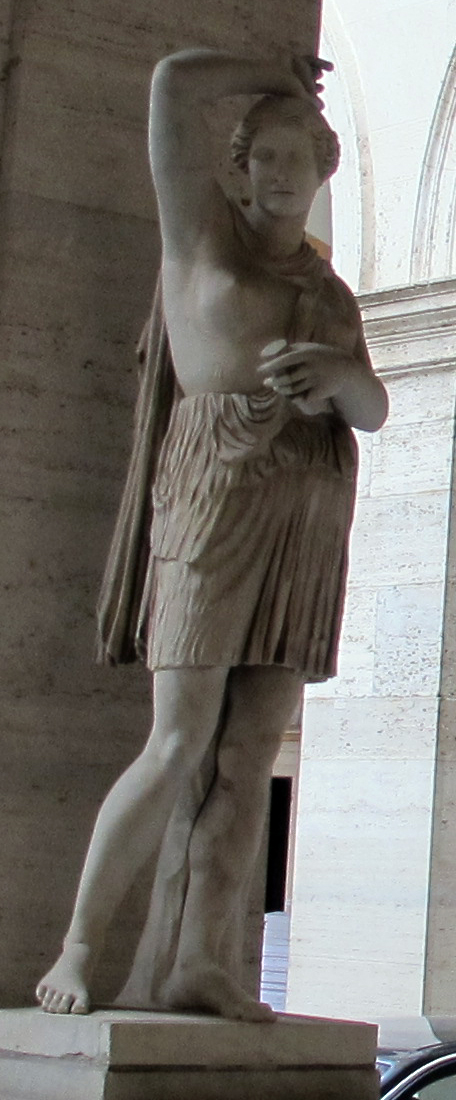
Pаненая амазонка. Копия античной статуи V в. до н. э. из Палаццо Консерваторов (Капитолийские музеи) во дворе палаццо

Члены семьи Торлония, тесно связанные с папским двором через высокие должности, дарованными им особыми привилегиями, с большими затратами реставрировали здание. Архитектор Энрико Дженнари добавил ещё одно крыло вместо сада. Во дворце располагалась значительная коллекция статуй, бюстов, рельефов и старинных архитектурных фрагментов, которую князь Торлония сделал доступной для публики. Он также владел незаконченной скульптурой Антонио Кановы «Геркулес и Лихас» до 1892 года, когда она стала собственностью Королевства Италии (в настоящее время экспонируется в Галерее современного искусства в Риме).